# Dermogenys montana
Dermogenys montana är en fiskart som beskrevs av Brembach 1982. Dermogenys montana ingår i släktet Dermogenys och familjen Hemiramphidae. Inga underarter finns listade i Catalogue of Life.